# Arachnothryx brachytyrsa
Arachnothryx brachytyrsa är en måreväxtart som beskrevs av Attila L. Borhidi. Arachnothryx brachytyrsa ingår i släktet Arachnothryx och familjen måreväxter. Inga underarter finns listade i Catalogue of Life.